# Easton Taylor-Farrell
Joseph Easton Taylor Farrell est un homme politique de Montserrat, Premier ministre de l'île du 19 novembre 2019 au 25 octobre 2024.

## Biographie
Easton Taylor Farrell participe avec succès à l’élection générale de 2006 sous l'étiquette du Mouvement pour le changement et la prospérité (MCAP) dirigé par Reuben Meade et a été conseiller législatif pendant trois ans, deux ans comme député de l’opposition et un an comme soutien au gouvernement de Lowell Lewis.
Lors des élections de 2009, il est de nouveau élu en obtenant même le plus de votes de tous les élus. Son parti ayant obtenu la majorité des sièges au Conseil législatif, il se voit confier le portefeuille de l’Agriculture, des Terres, du Logement et de l’Environnement dans le gouvernement de Reuben Meade. Il est de nouveau élu lors des Élections législatives de 2014 En 2016, il succède à Reuben Meade comme dirigeant du MCAP et de l'Opposition.
C'est lui qui mène le MCAP à la victoire lors des Élections législatives de 2019 face à Donaldson Romeo à qui il succède comme Premier ministre de Montserrat le 19 novembre 2019.